# Spjuttjärnen, Närke
Spjuttjärnen är en sjö i Örebro kommun i Närke och ingår i Göta älvs huvudavrinningsområde.